# Music Box (rete televisiva)
Music Box era una rete televisiva britannica che nel corso degli anni ottanta aveva sviluppato un pionieristico canale via cavo e via satellite visibile in Europa, Medio Oriente e Nord Africa specializzato in videoclip musicali.
Era controllata al 50% da Thorn EMI, al 45% dalla società Virgin di Richard Branson e al 5% da Yorkshire Television (emittente televisiva con sede a Leeds affiliata al network televisivo ITV), e andava in onda via satellite 24 ore su 24 con trasmissioni simultanee.
Il canale, lanciato il 29 marzo 1984, ha trasmesso fino al 30 gennaio 1987. Parte della sua programmazione era ripresa da numerose emittenti televisive di varie nazioni, tra cui l'Italia.
Dal gennaio 1987 il segnale satellitare di Music Box su Eutelsat 1-F1 venne sostituito dall'emittente Super Channel.
Nel novembre 1988 il gruppo Marcucci, proprietario dell'emittente televisiva italiana Videomusic, acquisì la maggioranza delle azioni di Super Channel.
L'ultima produzione satellitare che portava il marchio Music Box, dal nome The Power Hour, è datata gennaio 1990. In seguito, il canale si dedicò esclusivamente alla produzione di programmi musicali e per bambini per altre emittenti televisive.
Nel 1993, il gruppo Marcucci, a causa di difficoltà finanziarie, cedette Super Channel alla General Electric, azienda multinazionale che nel 1986 aveva acquisito la rete televisiva americana NBC. Super Channel cambiò quindi nome in NBC Super Channel nel 1993, nome che mantenne fino al 1996, quando cambiò nome in NBC Europe.